# Nordfriesischer Verein
Nordfriesischer Verein er en kulturforening i Nordfrisland i det nordvestlige Slesvig-Holsten. Foreningens formål er at støtte nordfrisisk kulturliv samt frisisk og plattysk sprog. Flere lokale dragtforeninger er tilsluttet.
Foreningen, der blev stiftet i 1902, opfatter friserne som en del af den tyske nation og modsætter sig bestræbelserne på anerkendelse af nordfriserne som nationalt mindretal. Allerede i 1926 bekræftede foreningen sit tyske ståsted med de såkaldte Bohmstedter Richtlinien, hvori friserne beskrives som tysk stamme. Nordfriesischer Verein medvirker i dag i både Nordfriisk Instituut og Frisisk Råd. 
Sammen med den Nordfrisiske Råd og Friisk Foriining har foreningen til huse i Friisk Hüs i Søndergade i Bredsted.